# Guillermo Sautier Casaseca
Guillermo Sautier Casaseca (Santa Cruz de La Palma, La Palma, provincia de Santa Cruz de Tenerife, Canarias, 24 de junio de 1910 - Madrid, provincia de Madrid, 14 de abril de 1980) fue un popular escritor español de guiones radiofónicos y novelas entre 1958 y 1978. Colaboró en sus obras principalmente con Luisa Alberca y Rafael Barón. Recibió tres Premios Ondas (Nacionales de Radio) en 1954 y 1967 como mejor autor y en 1969 como mejor director.

## Biografía
Guillermo Sautier Casaseca nació el 24 de junio de 1910 en Santa Cruz de La Palma, La Palma, provincia de Santa Cruz de Tenerife, Canarias, España. Estudió Derecho en Santander, Cantabria.
Funcionario civil de la Marina, prestó servicio en Guinea y tras la Guerra civil española, enfermo de hepatitis, se trasladó a Madrid, donde durante la convalecencia decidió comenzar su actividad literaria.
Se presentó a un concurso de la Cadena SER titulado Tu carrera es la radio, presentando un guion. Allí conoció a Luisa Alberca, otra candidata y futura colaboradora. Finalmente, tras cinco intentos, fue contratado por esa emisora para colaborar en los guiones de la radionovela Historias en el Retiro (1947).
En 1952, comenzaba a radiarse Lo que no muere, su primer serial propio escrito en colaboración con Luisa Alberca, que marcaba el pistoletazo de salida para un género extremadamente popular y que marcó la vida cotidiana de los españoles durante cerca de tres décadas. Cuando fue publicada como novela vendió 200.000 ejemplares en pocos días. Fue además estrenada en teatro el 7 de agosto de 1953 en el Romea de Barcelona, y en cine en 1955 como Lo que nunca muere, dirigida por Julio Salvador e interpretada por Conrado San Martín y Vira Silenti.
En 1959 se estrenó el serial Ama Rosa, su mayor éxito en colaboración con Rafael Barón, que con la voz de Juana Ginzo se convirtió en un auténtico fenómeno sociológico en su momento. Además de convertida en novela y obra de teatro, se llevó al cine en 1960, dirigida por León Klimovsky y protagonizada por Imperio Argentina.
Recibió sendos Premios Ondas (Nacionales de Radio) en 1954 y 1967 como mejor autor. Especialmente recordado por los más de 1200 guiones que escribió para seriales radiofónicos en la España de los años 1950, 1960 y 1970, fue autor además de 72 novelas.  Autor igualmente de teatro, en ocasiones, él mismo se ocupó de la correspondiente adaptación a los escenarios o al cine de guiones radiofónicos, como el caso de Lo que nunca muere y Ama Rosa. Su obra estuvo plagada de personajes desdichados, infortunios, grandes pasiones y amores desgarrados, que cautivaron a toda una generación de españoles, con una perspectiva de carácter conservador. En una entrevista a la pregunta de que enseñaba a su público, respondió: Les hablo del amor a la familia, del amor al prójimo y del amor a Dios.
Falleció a causa de su afección hepática a los 69 años, el 14 de abril de 1980 en Madrid.